# Obwód Wielkie Tyrnowo
Obwód Wielkie Tyrnowo (bułg. Област Велико Търново) – jedna z 28 jednostek administracyjnych Bułgarii, położona w północnej części kraju. Graniczy z Rumunią oraz obwodami: Plewen, Łowecz, Gabrowo, Stara Zagora, Sliwen, Tyrgowiszte i Ruse.

## Skład etniczny
W obwodzie żyje 293 172	ludzi, z tego 259 099 Bułgarów (88,37%), 22 562 Turków (7,69%), 6 064 Romów (2,06%), oraz 5 447 osób innej narodowości (1,85%).